# Ulf Ohlsson
Ulf Ohlsson, född 12 april 1964, är en svensk travkusk och före detta travtränare. Han avslutade sin tränarrörelse under hösten 2011 för att bara köra som catchdriver åt tränare som Svante Båth, Jan-Olov Persson, Reijo Liljendahl och Stefan Melander. Han har kört hästar som Hallsta Lotus, Tekno Odin, Yarrah Boko, Digital Ink, Nadal Broline, Papagayo E., Makethemark, Cruzado Dela Noche och Disco Volante. Under tiden som tränare var hans största stjärna Bellman Töll.
Han blev Sveriges segerrikaste kusk säsongerna 2016–2018. 2019 representerade Sverige i World Driving Championship, och slutade på en tredjeplats bakom Rick Ebbinge från Nederländerna och Yannick Gingras från USA.
Ohlsson är sambo med f.d. travtränaren och kusken Elin Gustavfsson.

## Karriär
Ulf Ohlsson tog sin första seger den 18 mars 1982 med travaren Brown Prophet på Bergsåker. 1990 vann han utmärkelsen "Årets Komet" vid den svenska Hästgalan. 2011 tog Ohlsson beslutet att avveckla sin tränarrörelse och han är sedan dess catch driver på heltid och kör åt tränare som Jan-Olov Persson, Stefan Melander och Reijo Liljendahl. Under tiden som tränare var hans stora stjärnhäst Bellman Töll, med vilken han bland annat vann Sweden Cup 2005.
Ohlsson är Sveriges meste kuskchampion genom tiderna vad gäller banchampionat. Den 10 november 2014 tog Ohlsson sitt 67:e banchampionat och passerade då den tidigare rekordhållaren Olle Goop. Den 4 september 2014 på Umåker tog Ohlsson, tillsammans med travaren Le Chapeau, sin 4 000:e kuskseger. Säsongen 2016 blev Ohlsson den första travkusken någonsin att vinna tio championtitlar under en säsong, efter att ha vunnit kuskligan/banchampionatet 2016 på banorna Bergsåker, Bollnästravet, Dannero, Eskilstuna, Gävletravet, Hagmyren, Romme, Solänget, Umåker och Östersund. Till och med säsongen 2016 har Ohlsson tagit 89 banchampionat under sin karriär. Totalt har han vunnit banchampionat på 15 olika travbanor, vilket är rekord. Den 6 juni 2020 på Östersundstravet tog Ohlsson, tillsammans med travaren Vien Ici, sin 6 000:e kuskseger.
Han deltog som kusk till Nadal Broline i Elitloppet 2018. Ekipaget kom på tredjeplats bakom Ringostarr Treb respektive Propulsion i både försöksloppet och finalen.

## Segrar i större lopp

### Grupp 1-lopp
| År   | Lopp                           | Häst               | Tränare          | Vinstbelopp   |
| ---- | ------------------------------ | ------------------ | ---------------- | ------------- |
| 2009 | E3-final (långa), ston         | My Love Di Quattro | Petri Salmela    | 600 000 SEK   |
| 2011 | E3-final (korta), h/v          | Labero Broline     | Svante Båth      | 800 000 SEK   |
| 2011 | Norrbottens Stora Pris         | Yarrah Boko        | Trond Anderssen  | 750 000 SEK   |
| 2013 | Sprintermästaren               | Quid Pro Quo       | Svante Båth      | 870 000 SEK   |
| 2013 | Svenskt Trav-Kriterium         | Rokkakudo          | Anna Forssell    | 4 000 000 SEK |
| 2014 | Ulf Thoresens Minneslopp       | Fire To The Rain   | Reijo Liljendahl | 535 100 SEK   |
| 2014 | Europeiskt championat för ston | Canaka B.F.        | Reijo Liljendahl | 650 000 SEK   |
| 2015 | International Trot             | Papagayo E.        | Jan K. Waaler    | 500 000 USD   |
| 2016 | Breeders' Crown, 3-åriga h/v   | Grant Boko         | Reijo Liljendahl | 1 600 000 SEK |
| 2016 | Breeders' Crown, 3-åriga ston  | Unica Gio          | Reijo Liljendahl | 550 000 SEK   |
| 2017 | Finlandialoppet                | D.D.'s Hitman      | Petri Puro       | 110 000 EUR   |
| 2017 | E3-final (korta), h/v          | Capitol Hill       | Svante Båth      | 925 000 SEK   |
| 2017 | Norskt Trav-Kriterium          | Hard Times         | Ola Åsebö        | 750 000 NOK   |
| 2018 | Jubileumspokalen               | Makethemark        | Petri Salmela    | 1 000 000 SEK |
| 2018 | Grosser Preis von Deutschland  | Hesiod             | Petri Salmela    | 75 000 EUR    |
| 2019 | St. Michel-loppet              | Makethemark        | Petri Salmela    | 70 000 EUR    |
| 2019 | Åby Stora Pris                 | Makethemark        | Petri Salmela    | 2 000 000 SEK |
| 2019 | Norrbottens Stora Pris         | Makethemark        | Petri Salmela    | 1 000 000 SEK |
| 2022 | Svenskt Trav-Oaks              | Bonneville W.I.    | Ulf Ohlsson      | 2 800 000 SEK |